# ميلتون ريد (سياسي)
ميلتون ريد (بالإنجليزية: Milton Reed)‏ هو سياسي أمريكي، ولد في 1 أكتوبر 1848 في هافر هيل في الولايات المتحدة، وتوفي في 18 سبتمبر 1932.